# Каратал (Карагандинская область)
Каратал (каз. Қаратал, до 1996 г. — Калинино) — село в Актогайском районе Карагандинской области Казахстана. Входит в состав Нуркенского сельского округа. Код КАТО — 353655500.

## Население
В 1999 году население села составляло 174 человека (84 мужчины и 90 женщин). По данным переписи 2009 года, в селе проживало 120 человек (60 мужчин и 60 женщин).